# Charles Noguès
Pour les articles homonymes, voir Noguès.
Auguste Paul Charles Albert Noguès (Monléon-Magnoac, 13 août 1876 - Paris, 20 avril 1971) est un général français de la Seconde Guerre mondiale. En 1942, il est résident général de la France au Maroc, sous l'autorité du général Juin, commandant en chef des forces françaises d’Afrique française du Nord de 1939 à 1943.

## Biographie
Fils d'un agriculteur des Hautes-Pyrénées (maître d'hôtel à sa naissance), il est admis à l'École polytechnique en 1897.
En juin 1921 à Ax-les-Thermes (Ariège), il épouse Suzanne Laurence Delcassé, fille de Théophile Delcassé.
Officier d'artillerie, il accomplit la plus grande partie de sa carrière en Afrique du Nord où, dès 1912, il est appelé au cabinet d'Hubert Lyautey. Après la Première Guerre mondiale, qu'il termine à la tête du 17e régiment d'artillerie, il occupe différents postes dans le cabinet Millerand, puis retourne en Afrique en 1924, prend part à la campagne du Rif et devient directeur des affaires indigènes à Rabat en 1927.

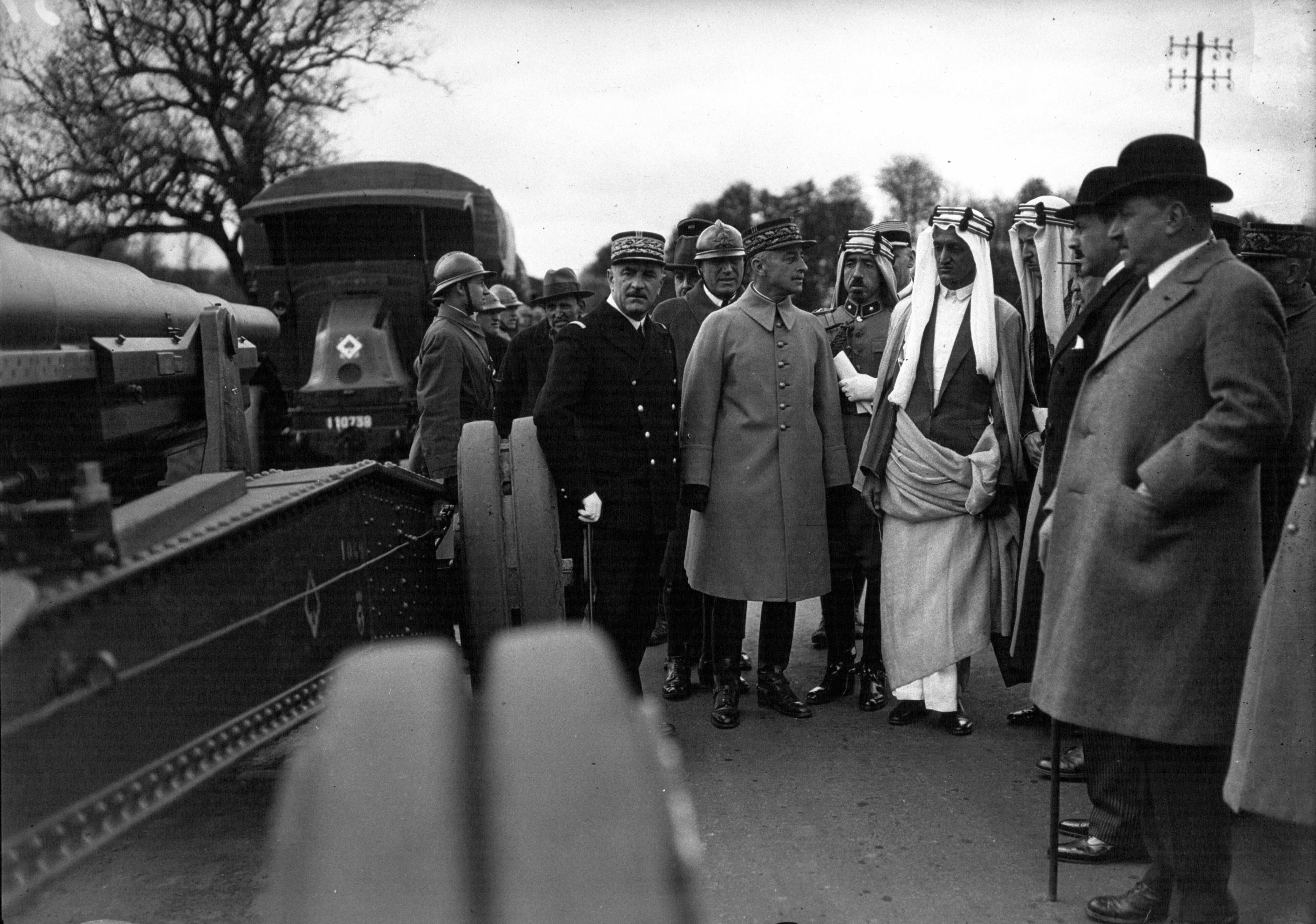
En 1932, le général Noguès (au centre), commandant la 10e division d'infanterie fait visiter à l'émir Fayçal ben Abdelaziz Al Saoud le camp de Satory.

Il est promu général de brigade le 2 juin 1927, puis général de division le 29 octobre 1930, et enfin élevé au rang et à l'appellation de général de corps d'armée le 1er mai 1933.
Il est fait commandeur de la Légion d'honneur le 25 septembre 1925, puis grand officier, puis grand croix en 1939, remise par le président Albert Lebrun.
En 1933, il devient commandant du 19 ecorps à Alger, puis en 1936 prend le poste de résident général du protectorat au Maroc. Le rang et l'appellation de général d'armée lui sont conférés le 17 mars 1936. Il assume en 1939 les fonctions de commandant en chef du théâtre d'opérations d'Afrique du Nord.
L'annonce de l'armistice, le 17 juin 1940, par le gouvernement français réfugié à Bordeaux, stupéfie Noguès. Il informe le maréchal Pétain, le 18 juin, de sa décision de continuer le combat en Afrique du Nord. Les soutiens pour continuer le combat arrivent de tout l'Empire. Georges Le Beau, gouverneur général de l'Algérie, et Marcel Peyrouton, résident général en Tunisie, soutiennent la combativité du général Noguès. Le général Legentilhomme de la Côte française des Somalis, et le général Mittelhauser, commandant en chef du théâtre d'opérations de Méditerranée orientale, soutiennent la continuation de la lutte.
Léon Cayla, gouverneur général de l'AOF, et Richard Brunot, haut-commissaire au Cameroun depuis 1938, apportent aussi leur soutien à Noguès. Pour les Britanniques, qui n'ont plus confiance en Pétain, le général Noguès apparaît donc comme l'homme de la situation pour continuer le combat ; c'est le sens du message du général Liddell, gouverneur de Gibraltar, au commandant en chef du théâtre d'opérations d'Afrique du Nord. Le 19 juin 1940, un jour après son appel de Londres à poursuivre le combat contre les Allemands, le général de Gaulle envoie un message au général Noguès pour se mettre sous ses ordres :

« Suis à Londres en contact officieux et direct avec le gouvernement. Me tiens à votre disposition soit pour combattre sous vos ordres, soit pour toute démarche qui pourrait vous paraître utile. »

Devant le silence de Noguès, il réitère son allégeance au commandant en chef du théâtre d'opérations d'Afrique du Nord, le 24 juin 1940, en lui proposant de devenir le chef de la résistance nationale au sein du futur Comité national français.
Mais le général Noguès conditionne la poursuite de son combat au statut de l'Afrique du Nord et plus généralement de l'Empire, dans les clauses de l'armistice. Or, les clauses de l'armistice du 22 juin 1940 ne touchant ni à la flotte, ni à l'Empire, les velléités de résistance de Noguès s'éteignent. Le général choisit le légalisme et condamne alors la désobéissance de de Gaulle, qu'il fait désormais censurer dans toute l'Afrique du Nord. Il refuse de recevoir la mission britannique menée par Alfred Duff-Cooper et Lord Gort. De même, il va considérer que les députés, passagers du paquebot Massilia, arrivés à Casablanca le 24 juin 1940, sont sans mandat, et il fait mettre en résidence surveillée Jean Zay et  Georges Mandel.
Il est décoré de la Francisque par les autorités de Vichy.
Interdisant toute dissidence au Maroc, il applique les consignes de résistance au débarquement allié du 8 novembre 1942, jusqu'à la conclusion trois jours plus tard du cessez-le-feu ordonné par l'amiral Darlan. Il minimisera sa résistance et justifiera sa position lors du débarquement dans une lettre, disant qu'il avait reçu des ordres plus stricts (de Vichy)  qu'il  n'avait pas suivis.

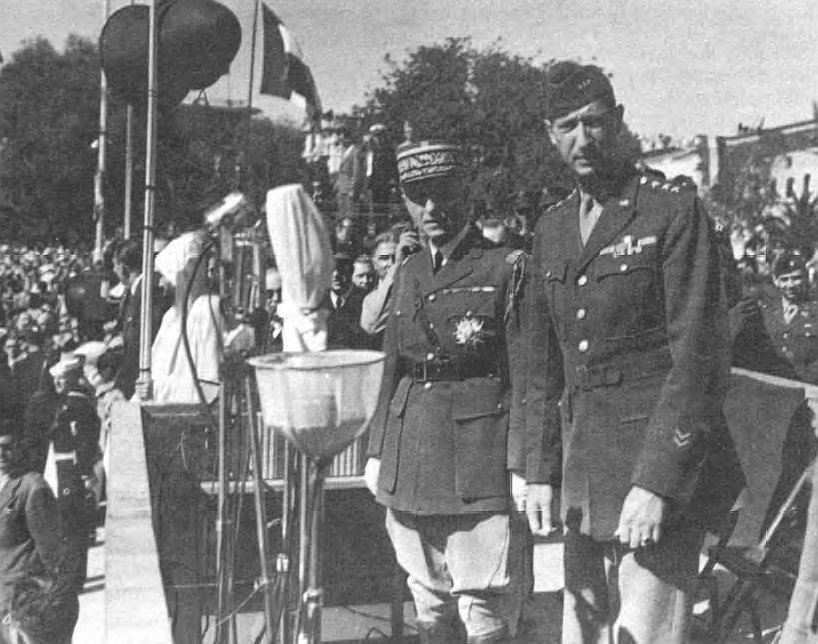
Noguès (à gauche) avec Lt. General Mark W. Clark à Casablanca le 9 mai 1943, lors d'une cérémonie de présentation d'armements aux Forces Françaises.

Noguès fit partie, avec le général Giraud, des responsables de l'exécution rapide de Fernand Bonnier de La Chapelle le 26 décembre 1942 à la suite de l'assassinat de Darlan. En juin 1943, il démissionne de ses fonctions de résident général de France au Maroc.  Remplacé par Gabriel Puaux, il se retire au Portugal.
Condamné par contumace à l'indignité nationale et à 20 ans de travaux forcés en 1947, Charles Noguès rentre en France en juin 1954 où il se constitue prisonnier. Il est jugé en octobre 1956 par la Haute Cour de justice qui ne retient pas l'intelligence avec l'ennemi (qui aurait entraîné une peine criminelle), mais l'atteinte à la sûreté extérieure de l'État, peine correctionnelle prescriptible cinq ans après la condamnation. Il est condamné à l'indignité nationale, puis aussitôt relevé de cette peine, la Haute Cour considérant qu'il convient de tenir compte de la préoccupation qu'avait le général de préserver le Maroc des réactions allemandes, qui auraient pu être « des plus dangereuses ». La Haute Cour retient par surcroît en sa faveur qu'il s'est appliqué, pendant son mandat au Maroc, à doter l'armée française d'effectifs clandestins, qui furent capables de concourir utilement à la résurrection nationale.
Il retourne ensuite au Portugal. En 1955, le gouvernement Edgar Faure, profitant de sa présence, recourt à son influence pour régler le problème du retour au Maroc du sultan Mohammed V.

## Liste des décorations
Il est nommé grand-croix de la Légion d'honneur le 26 juin 1939.
- Croix de guerre 1914–1918 (6 citations)
- Croix de guerre des Théâtres d'opérations extérieurs (3 citations)
- Médaille coloniale, agrafe Maroc
- Médaille interalliée 1914-1918
- Officier d'académie
- Officier de l'ordre du Nichan Iftikhar
- Grand Officier de l'ordre du Ouissam alaouite
- Ordre de la Francisque
- Officier de l'ordre de la Couronne belge
- Croix de guerre belge
- Commandeur de l'ordre de l'Aigle blanc de Serbie